# Joan Dyngley
Joan Dyngley (XV secolo – XVI secolo) è stata una delle amanti di Enrico VIII d'Inghilterra.
In seguito alla relazione con il re, diede alla luce una figlia, Ethelreda (o Audrey) che venne in seguito riconosciuta come figlia naturale dal sarto del re, John Malte, assumendone il cognome.